# Gurutze Iantzi

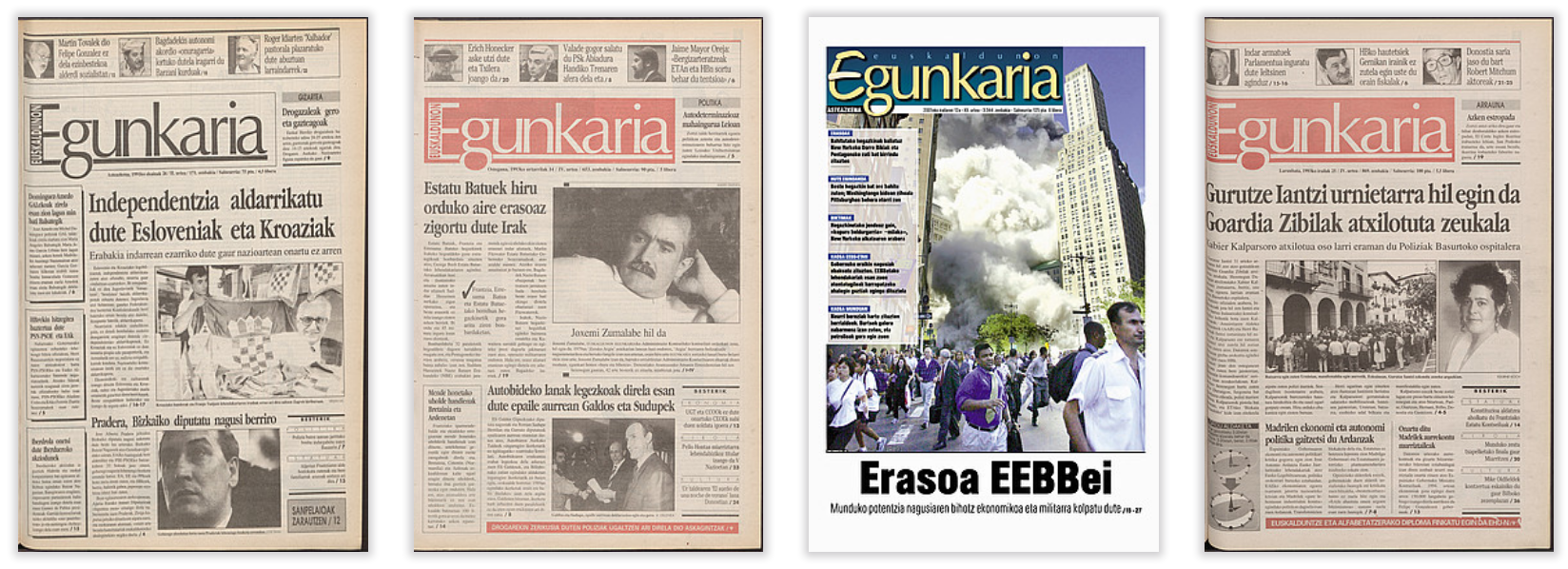
Gurutze Iantzi (dreta), portades dEuskaldunon Egunkaria

Miren Gurutze Iantzi Igerategi, més coneguda com a Gurutze Iantzi, (Urnieta, 5 de maig de 1962 - Tres Cantos, 24 de setembre de 1993) va ser una política basca, regidora d'Herri Batasuna a l'Ajuntament d'Urnieta. El 22 de setembre de 1993 va ser detinguda a casa seva per la Guàrdia Civil espanyola i assassinada dos dies després a la caserna de Tres Cantos. Segons la versió oficial, va morir d'un atac de cor, tot i que tots els indicis apunten que va morir asfixiada per la «bossa» durant una sessió de tortura.

## Detenció
El setembre de 1993, ETA va segrestar l'empresari industrial Julio Iglesias Zamora i la policia es va assabentar que el tenien com a ostatge a la muntanya d'Adarra, prop d'Urnieta. Per aquesta raó, l'institut armat va desplegar una important operació a la zona i hi va detenir a 20 persones en cinc dies. Una d'elles, el 21 de setembre, va ser el seu marit, Julen Irastorza, i dos dies després, el Servei d'Informació de Guipúscoa de la Guàrdia Civil es va presentar a casa seva a les 2:00 de la nit per a detenir-la sense cap ordre judicial. Segons consta en els registres de la Guàrdia Civil, a les 2:30 hores, agents de la caserna de l'Antiguo (Sant Sebastià) van entrar a la força a l'immoble perquè es trobava en estat d'incomunicació. La resta de detinguts d'aquells dies van denunciar haver estat torturats durant la seva estada a comissaria: cops a l'estómac i al cap, mètodes de tortura com la «bossa» i la «banyera», amenaces, humiliació sexual i interrogatori continuat, sense la presència de cap advocat.

## Trasllat a Madrid
Segons els registres de la Guàrdia Civil, va ser traslladada a Madrid a les 08:15, juntament amb quatre detinguts més, i a les 14:30 va ingressar a la comissaria de Tres Cantos. En aquest procediment, el jutge de l'Audiència Nacional espanyola va confirmar l'estat d'incomunicació a què es va veure sotmesa la detinguda. La resta de detinguts durant aquells dies van declarar haver estat torturats durant els interrogatoris sense la presència d'advocats: cops per tot el cos, sobretot al cap; amenaces de tota mena; i la tortura coneguda com la «bossa».
Novament, segons el registre de la Guàrdia Civil, Iantzi va tocar el timbre del calabós a les 03:15 del 24 de setembre per avisar als guàrdies civils que patia molt de dolor. Leonor Ladrón de Guevara, la metgessa forense de l'Audiència Nacional espanyola, després de l'entrevista telefònica, va receptar-li una càpsula de Mucorex, un medicament antibiòtic per eliminar la mucositat de les vies respiratòries. A les 04:20 el timbre va tornar a sonar i els agents se la van trobar inconscient després de patir una crisi epilèptica. A les 04:40 va ingressar al centre sanitari i la doctora Mari Carmen González López va comprovar que estava morta. Més tard, va declarar que, segons els senyals trobats al cos, havia mort tres quarts d'hora abans.

## Notícia de la mort
Julen Irastorza va ser alliberat a les 05:00 del 24 de setembre i, llavors, es va assabentar la seva dona havia mort. A les 08:00 d'aquell mateix dia, la notícia va arribar a casa de Iantzi d'Urnieta en forma de telegrama comunicant que Iantzi havia mort a la caserna de Tres Cantos de Madrid.

## Autòpsia
El 25 de setembre, els metges forenses Cistina García Andrade Domínguez i Sandalio García Martín van practicar l'autòpsia. Segons aquest informe, la causa de la mort va ser la trombosi d'una artèria. A petició de la família, el metge forense especial danès Jorgen L. Thomsen va formar part de l'autòpsia. El seu informe va afirmar que no era coherent amb el mètode utilitzat per a l'autòpsia i que, a partir de les proves al cadàver, creia que la causa de la mort no era un atac epilèptic, sinó violència física infligida per algú altre, encara que aquesta violència també podria haver provocat un atac epilèptic.

## Testimonis
El seu marit, Julen Irastorza, va declarar davant el jutjat que li van posar una bossa de plàstic al cap a la caserna de l'Antiguo, tapant-li el nas i la boca fins que va perdre el coneixement per asfíxia i que, a Tres Cantos, va rebre nombroses bufetades i cops de puny al coll i al front, i que l'amenaçaven de torturar-lo amb la «bossa».
Al calabós, mentre estava amb Karmele Urbistondo, va dir que va sentir la seva dona cridant: «Deixa'm en pau, que no he fet res!». Poc després, van veure gent a través d'un petit forat del calabós i, 10-15 minuts més tard, la seva dona caminant lentament cap al calabós, la qual va identificar per les sabates i els pantalons verds. Irastorza va veure passar la seva dona dues vegades més; finalment, quan estaven jugant, un d'ells va dir: «Què et passa! Obre la boca per ficar-hi els dits... em va fer nàutica!» i va veure que una cadira de rodes anava per una banda i després per l'altra. Karmele Urbistondo va confirmar el que va declarar Irastorza.

## Demanda
Les diligències sobre la mort de Iantzi es van obrir al jutjat de Colmenar Viejo tot i que van concloure que es tractava d'una mort «natural» i van tancar el cas.
Encara no s'ha explicat quin va ser el motiu de la detenció de Iantzi, fins i tot, la declaració que va fer a comissaria no s'ha explicat mai.

## Altres versions
Segons la versió oficial, Iantzi va morir d'un atac de cor. Les autoritats i els mitjans del seu entorn, per reforçar aquesta versió, van dir que fumava tabac i tenia problemes de salut.
Segons la seva germana, Izaskun Iantzi, això no és cert: «Es va fer un examen mèdic un mes abans, i van dir que estava molt bé». També recorda que quan van veure el cadàver tenia contusions, «a diferència de quan la van treure de casa».
Els Grups Contra la Tortura (TAT) i un ampli sector del País Basc no s'han cregut mai la versió oficial.
El lehendakari Xabier Arzalluz també va dir que havia estat assassinada per asfíxia amb una bossa.

## El paper de la metge forense
El metge forense Paco Etxeberria va fer el reconeixement mèdic final a Iantzi i va denunciar el comportament de la forense Leonor Ladrón de Guevara, començant que va fer l'examen mèdic per telèfon. D'altra banda, va assegurar que era escandalós que en els 25 anys que aquesta dona va treballar a l'Audiència Nacional d'Espanya no hagués vist ni un sol detingut maltractat o torturat. Tanmateix, segons Etxeberria, la responsabilitat principal de tots els casos de tortura, a part dels torturadors, és del jutge que ordena la detenció, perquè el detingut està sota la seva responsabilitat.